# Elasmus queenslandicus
Elasmus queenslandicus är en stekelart som beskrevs av Girault 1913. Elasmus queenslandicus ingår i släktet Elasmus och familjen finglanssteklar. Inga underarter finns listade i Catalogue of Life.